# Krzysztof Kieślowski
Krzysztof Kieślowski (phát âm tiếng Ba Lan: [ˈkʂɨʂtɔf kʲɛɕˈlɔfskʲi] ⓘ; 27 tháng 6 năm 1941 – 13 tháng 3 năm 1996) là một đạo diễn và nhà biên kịch điện ảnh người Ba Lan. Ông nổi tiếng với khán giả quốc tế nhờ các bộ phim Dekalog (1989), Podwójne życie Weronik (1991) và chuỗi bộ ba phim Three Colours (1993–1994). Kieślowski đã gặt hái nhiều giải thưởng xuyên suốt sự nghiệp như Giải của ban giám khảo tại Liên hoan phim Cannes (1988), giải FIPRESCI (1988, 1991), Giải của ban giám khảo giáo hội toàn cầu (1991), giải FIPRESCI của Liên hoan phim Venezia (1989), Sư tử vàng (1993), giải OCIC (1993) và Gấu bạc của Liên hoan phim quốc tế Berlin (1994). Năm 1995, ông nhận các đề cử giải Oscar cho đạo diễn xuất sắc nhất và kịch bản xuất sắc nhất. Năm 2002, Kieślowsk được Viện điện ảnh Anh Quốc liệt ở vị trí số 2 trong danh sách Sight & Sound nhằm tôn vinh top 10 đạo diễn điện ảnh hay nhất thời hiện đại.

## Xuất thân
Kieślowski chào đời tại Warszawa, Ba Lan. Ông là con trai của Barbara (nhũ danh Szonert) và Roman Kieślowski. Ông lớn lên ở nhiều thị trấn nhỏ, sẵn sàng chuyển đến bất cứ đâu để người cha kỹ sư mắc bệnh lao của anh có thể an tâm điều trị. Ông được nuôi lớn theo Giáo hội Công giáo và duy trì mối quan hệ mà ông gọi là "riêng tư và cá nhân" với Chúa. Năm 16 tuổi, ông theo học trường đào tạo lính cứu hỏa, nhưng rồi bỏ học chỉ sau 3 tháng. Dù không có mục tiêu sự nghiệp nào, sau đó ông đỗ vào Trường cao đẳng kỹ thuật sân khấu tại Warszawa vào năm 1957 do trường này được điều hành bởi một người họ hàng của ông. Ông muốn trở thành một đạo diễn kịch nghệ, nhưng lại thiếu bằng cử nhân của khoa kịch nghệ nên ông đã chọn học ngành điện ảnh để làm cầu nối trung gian.

## Sự nghiệp
Sau khi tốt nghiệp và làm thiết kế sân khấu kịch, Kieślowski đã nộp đơn vào Trường học điện ảnh Łódź – nơi từng đào tạo các đạo diễn lừng danh của Ba Lan như Roman Polanski và Andrzej Wajda. Ông đã bị từ chối hai lần. Để tránh phải đi nghĩa vụ quân sự trong thời gian này, ông trở thành một sinh viên nghệ thuật ngắn hạn và còn thực hiện một chế độ ăn kiêng nghiêm ngặt để làm cho cơ thể mình không đủ sức khỏe để đi quân sự. Sau nhiều tháng trốn quân dịch, ông được nhận vào khoa đạo diễn của trường vào năm 1964 sau lần nộp đơn thứ 3. Ông học Trường điện ảnh Łódź cho đến năm 1968 và bất chấp bị nhà nước kiểm duyệt và ngăn đi du lịch nước ngoài, ông vẫn có thể đi du lịch khắp Ba Lan để nghiên cứu và ghi hình phim tài liệu của mình. Kieślowski mất hứng thú với sân khấu kịch và quyết định chuyển sang làm phim tài liệu.

## Đời tư
Kieślowski đã cưới người tình lâu năm Maria (Marysia) Cautillo vào ngày 21 tháng 1 năm 1967 trong năm cuối ông học ở trường điện ảnh. Họ có với nhau một cô con gái tên Marta (sinh 8 tháng 1 năm 1972) và chung sống cùng nhau cho đến ngày ông lìa đời. Ông tự nhận mình là người "có một đặc tính tốt: tôi là một người bi quan. Tôi luôn tưởng tượng ra điều tồi tệ nhất. Với tôi thì tương lai là một cái hố đen." Ông được miêu tả là "truyền tải nỗi buồn của một hiền nhân chán đời", "một kẻ bi quan nghiền ngẫm về trí tuệ và thói quen". Trong chuyến ghé thăm đất Mỹ, ông nhấn mạnh việc "theo đuổi cuộc trò chuyện vô vị kết hợp với sự tự mãn ở mức rất là cao."

## Danh sách phim

### Phim tài liệu và phim ngắn
- The Face (Twarz 1966), diễn viên
- The Office (Urząd 1966)
- Tramway (Tramwaj 1966)
- Concert of Requests (Koncert życzeń 1967)
- The Photograph (Zdjęcie 1968)
- From the City of Łódź (Z miasta Łodzi 1968)
- I Was a Soldier (Byłem żołnierzem 1970)
- Factory (Fabryka 1970)
- Workers '71: Nothing About Us Without Us (Robotnicy '71: Nic o nas bez nas 1971)
- Before the Rally (Przed rajdem 1971)
- Between Wrocław and Zielona Góra (Między Wrocławiem a Zieloną Górą 1972)
- The Principles of Safety and Hygiene in a Copper Mine (Podstawy BHP w kopalni miedzi 1972)
- Gospodarze (1972)
- Refrain (Refren 1972)
- The Bricklayer (Murarz 1973)
- First Love (Pierwsza miłość 1974)
- X-Ray (Przeswietlenie 1974)
- Pedestrian Subway (Przejście podziemne 1974)
- Curriculum Vitae (Życiorys 1975)
- Hospital (Szpital 1976)
- Slate (Klaps 1976)
- From a Night Porter's Point of View (Z punktu widzenia nocnego portiera 1977)
- I Don't Know (Nie wiem 1977)
- Seven Women of Different Ages (Siedem kobiet w roznym wieku 1978)
- Railway Station (Dworzec 1980)
- Talking Heads (Gadające glowy 1980)
- Seven Days a Week (Siedem dni tygodniu 1988)

### Phim dài và phim truyền hình chính kịch
- Personnel (Personel phim truyền hình 1975)
- The Scar (Blizna 1976)
- The Calm (Spokój 1976)
- Camera Buff (Amator 1979)
- Short Working Day (Krótki dzień pracy 1981)
- No End (Bez końca 1985)
- Blind Chance (Przypadek 1987)
- Dekalog (1988)
- A Short Film About Killing (Krótki film o zabijaniu 1988)
- A Short Film About Love (Krótki film o miłości 1988)
- The Double Life of Veronique (La Double vie de Veronique/Podwójne życie Weroniki 1991)
- Three Colours: Blue (Trois couleurs: Bleu/Trzy kolory: Niebieski 1993)
- Three Colours: White (Trois couleurs: Blanc/Trzy kolory: Biały 1994)
- Three Colours: Red (Trois couleurs: Rouge/Trzy kolory: Czerwony 1994)